# Krajský soud v Brně
Krajský soud v Brně je krajský soud se sídlem v Brně, který má od roku 2004 zřízenou pobočku ve Zlíně a od roku 2008 pobočku v Jihlavě. Rozhoduje především o odvoláních proti rozhodnutím okresních soudů, které se nachází v jeho obvodu. Sám jako soud prvního stupně rozhoduje ve specializované agendě (nejzávažnější trestné činy, insolvenční řízení, spory ve věcech obchodních korporací, hospodářské soutěže, duševního vlastnictví apod.), o odvoláních pak rozhoduje Vrchní soud v Olomouci. Vykonává také agendu správního soudnictví.

## Sídlo
Hlavní soudní budova se nachází v justičním paláci v Rooseveltově ulici, odloučené pracoviště (pro věci obchodní) je umístěno v nové budově v Husově ulici. Pobočka ve Zlíně se nachází v moderní budově v ulici Dlouhé Díly, kde sídlí spolu s Okresním soudem ve Zlíně, Okresním státním zastupitelstvím ve Zlíně a pobočkou Krajského státního zastupitelství v Brně. Pobočka v Jihlavě sídlí spolu s Okresním soudem v Jihlavě na třídě Legionářů, kde se v jejich sousedství nachází i Okresní státní zastupitelství v Jihlavě a pobočka Krajského státního zastupitelství v Brně.
Hlavní budova v Brně byla postavena na místě zbořených jezuitských kasáren na nově vytvářené okružní třídě kolem historického jádra města v letech 1906–1909 podle projektu vídeňského architekta Alexandra Wielemanse. Historizující budova je pětipodlažní a tvoří samostatný blok se dvěma vnitřními dvory. Před vstupem se nachází dva vysoké sloupy, na jejichž vrcholcích jsou lvi se štíty. Lví motiv se objevuje i ve štukové výzdobě interiéru, fasády bočních křídel budovy zase zdobí alegorie spravedlnosti, např. váhy a meč, a ve vstupní hale jsou umístěny dvě ženské sochy. Justiční palác je od roku 1988 chráněn jako nemovitá kulturní památka.

## Soudní obvod
Přímo do obvodu Krajského soudu v Brně patří obvody těchto okresních soudů:
- Městský soud v Brně
- Okresní soud v Blansku
- Okresní soud Brno-venkov
- Okresní soud v Břeclavi
- Okresní soud v Hodoníně
- Okresní soud v Prostějově
- Okresní soud v Třebíči
- Okresní soud ve Vyškově
- Okresní soud ve Znojmě

Pobočce ve Zlíně je svěřena většina občanskoprávních a trestních věcí z obvodů těchto okresních soudů:
- Okresní soud v Kroměříži
- Okresní soud v Uherském Hradišti
- Okresní soud ve Zlíně

Pobočce v Jihlavě je svěřena většina občanskoprávních věcí z obvodů těchto okresních soudů:
- Okresní soud v Jihlavě
- Okresní soud v Třebíči (jen exekuční agenda)
- Okresní soud ve Žďáru nad Sázavou

## Historie

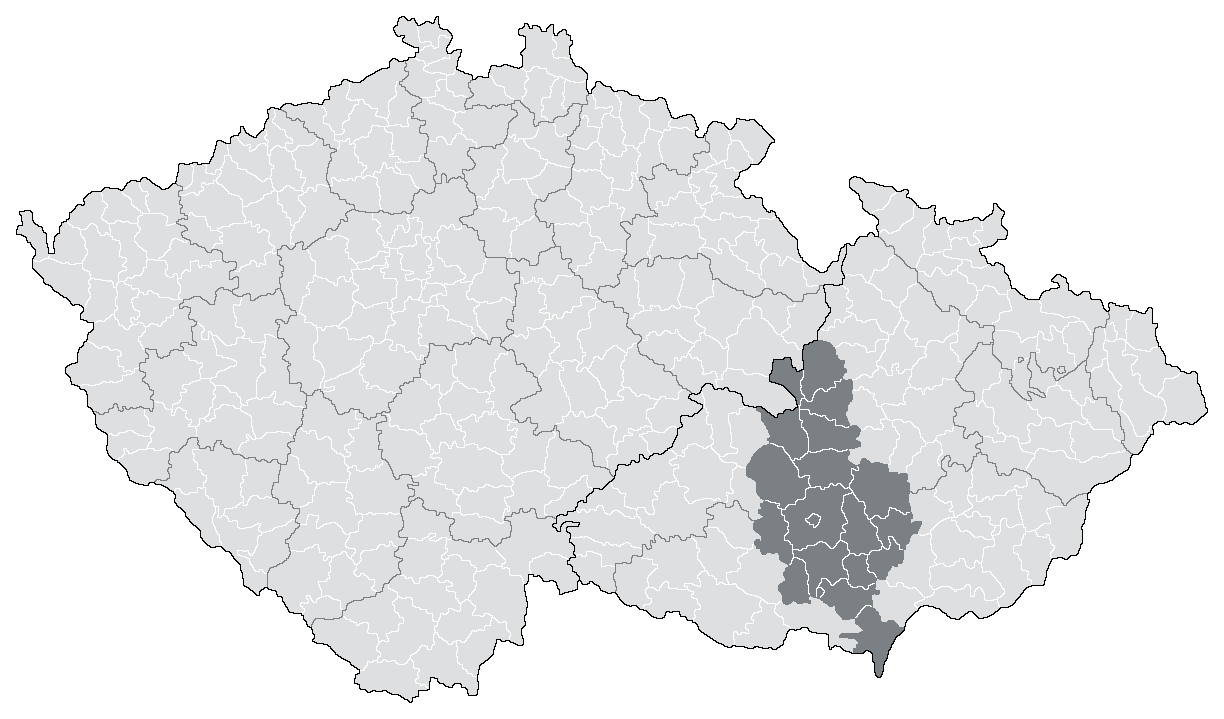
Obvod Krajského soudu v Brně k roku 1930

Zemský soud v Brně jakožto moderní obecný soud vznikl roku 1850, navazoval ovšem na zdejší dřívější zemský soud pro privilegované osoby. Patřil do obvodu Vrchního zemského soudu v Brně a po roce 1928 se přejmenoval na krajský soud s tím, že podle toho, v jakých věcech rozhodoval, se označovat buď jako krajský soud civilní nebo jako krajský soud trestní (civilní zasedal v justičním paláci, trestní v káznici na Cejlu). Do jeho obvodu spadaly Okresní soud civilní pro Brno-město, Okresní soud civilní pro Brno-okolí, Okresní soud trestní v Brně a dále okresní soudy v Blansku, Boskovicích, Břeclavi, Bučovicích, Hustopečích, Ivančicích, Jevíčku, Kloboukách, Kunštátu, Moravské Třebové, Pohořelicích, Slavkově u Brna, Svitavách, Tišnově, Vyškově, Ždánicích a Židlochovicích. Roku 1940 přibyly okresní soudy v Bystřici nad Pernštejnem, Městě Žďár, Novém Městě na Moravě a Velké Bíteši, což zůstalo i po roce 1945, kdy byl navíc připojen i obvod okresního soudu v Náměšti nad Oslavou. Naopak roku 1947 okresní soud v Pohořelicích přešel pod tehdejší krajský soud ve Znojmě.
Mezi lety 1949 až 1960 se jeho obvod shodoval s tehdejším Brněnským krajem, do jeho působnosti tak spadaly Okresní soud civilní v Brně, Okresní soud trestní v Brně a dále okresní soudy v Blansku, Boskovicích, Břeclavi, Bučovicích, Bystřici nad Pernštejnem, Hustopečích, Mikulově, Moravské Třebové, Moravském Krumlově, Rosicích, Slavkově, Svitavách, Tišnově, Velké Bíteši, Vyškově, Znojmě a Židlochovicích. Od roku 1960 je jeho obvod vymezen podle územního Jihomoravského kraje.
V letech 1992–2000 v jeho obvodu působil samostatný Krajský obchodní soud v Brně, rozhodující v obchodních věcech a vedoucí obchodní rejstřík, který byl poté začleněn do obecného krajského soudu.
V roce 2011 podal ministr spravedlnosti Jiří Pospíšil kárné žaloby na tehdejšího předsedu soudu Jaromíra Pořízka a na Jana Kozáka, místopředsedu odpovědného za insolvenční úsek, kvůli podezření z manipulace insolvenčních řízení. Kárný senát Nejvyššího správního soudu však nakonec zjistil jen drobná pochybení a řízení zastavil.